# 県立高校改革推進計画
県立高校改革推進計画（けんりつこうこうかいかくすいしんけいかく）は、神奈川県教育委員会が策定した県立高等学校の改革計画。

## 概要
2000年度から2004年度までの前期実施計画と、2005年度から2009年度までの後期実施計画に分かれている。このうち前期計画では、県立高校14組の再編統合と、新タイプの高校19校が設置された。さらに、平成19年度からは後期計画として、県立高校約20組の再編統合が実施された。さらに、2015年12月に県立高校改革実施計画(I期)として、10校1分校の再編統合が計画され、実施予定である。

## 経緯
設置年度（旧高校のうち、前者の校地が新高校の校地となっている）
- 2003年
  - 横浜南陵 （横浜日野、野庭）全日制普通科（専門コース新規設置）
  - 横浜桜陽 （汲沢、豊田）単位制による全日制 普通科（フレキシブルスクール）
  - 平塚工科 （平塚工業、平塚西工技）専門学科
  - 藤沢工科 （藤沢工業、大船工技）専門学科
  - 相模原総合 （大沢）単位制による全日制 総合学科
  - 白山 （白山）全日制普通科（専門コース新規設置）

- 2004年
  - 鶴見総合 （平安、寛政）単位制による全日制 総合学科
  - 横浜清陵総合 （清水ヶ丘、大岡）単位制による全日制 総合学科
  - 金沢総合 （富岡、東金沢）単位制による全日制 総合学科
  - 麻生総合 （柿生西、柿生）単位制による全日制 総合学科
  - 藤沢総合 （長後、藤沢北）単位制による全日制 総合学科
  - 横浜旭陵 （都岡、中沢）単位制による全日制 普通科
  - 小田原 （小田原、小田原城内）単位制による全日制 普通科
  - 小田原（定時制） （小田原、小田原城内）単位制による定時制 普通科
  - 三浦臨海 （初声、三崎）単位制による全日制 普通科
  - 川崎 （川崎（全日制）、川崎（定時制）、川崎南）単位制による全日制・定時制 普通科（全定一体型フレキシブルスクール）

- 2005年
  - 厚木清南 （厚木南（全日制）（定時制）（通信制））単位制による全日制・定時制・通信制 普通科（フレキシブルスクール）
  - 神奈川総合産業 （相模台工業、相模原工技）単位制による全日制 専門学科（総合産業に関する学科）
  - 神奈川総合産業（定時制） （相模台工業、相模原工技）単位制による定時制 総合学科
  - 西湘 （西湘）全日制普通科（専門コース新規設置）

- 2007年
  - 磯子工業 単位制による定時制 総合学科
  - 向の岡工業 単位制による定時制 総合学科
  - 平塚商業 単位制による定時制 総合学科

※定時制課程を単独で改編
- 2008年
  - 横浜緑園総合 （岡津、和泉）単位制による全日制 総合学科
  - 横浜国際 （六ツ川、外語短大付属）国際情報高校
  - 横須賀明光 （久里浜、岩戸）集合型専門高校（国際・福祉）
  - 海洋科学 （三崎水産）海洋科学高校
  - 秦野総合 （秦野南が丘、大秦野）単位制による全日制 総合学科
  - 小田原総合ビジネス （小田原城東、湯河原）総合ビジネス高校
  - 弥栄 （弥栄東、弥栄西）集合型専門高校（国際・スポーツ科学・芸術・理数）
  - 秦野総合（定時制） （秦野南が丘、大秦野）単位制による定時制 総合学科
  - 横浜修悠館 （新設 単位制による通信制 普通科）※湘南・横浜平沼の通信制課程を集約[1]。廃校になる和泉の敷地を利用。

- 2009年
  - 横浜栄 （上郷、港南台）単位制による全日制 普通科
  - 平塚湘風 （神田、五領ヶ台）単位制による全日制 普通科
  - 湘南 単位制による定時制 普通科 ※定時制課程を単独で改編
  - 座間総合 （栗原、ひばりが丘）単位制による全日制 総合学科
  - 平塚中等教育学校 （大原）中等教育学校
  - 相模原中等教育学校 （相模大野）中等教育学校

- 2010年
  - 藤沢清流 （大清水、藤沢）単位制による全日制 普通科
  - 相模原青陵 （相武台、新磯）単位制による全日制 普通科
  - 吉田島総合 （吉田島農林）単位制による全日制 総合学科
  - 川崎工科 （川崎工業）学年制による全日制 総合技術科
- 2018年
  - 三浦初声 （三浦臨海、平塚農業初声分校）単位制による全日制　普通科・農業科
- 2019年
  - 高浜、平塚農業、平塚商業の再編を予定していたが、平塚農業と平塚商業(全日制)の統合に伴う新校舎の建設工事が敷地内の埋蔵文化財調査のために遅れることから、高浜と平塚商業(定時制)の統合も含めて1年延期となった。[2][3]

- 2020年
  - 横浜氷取沢 （氷取沢、磯子）学年制による全日制　普通科
  - 横須賀南 （横須賀明光、大楠）学年制による全日制　普通科・福祉科(普通科はクリエイティブスクールとして設置)
  - 相模原弥栄 （弥栄、相模原青陵）単位制による全日制　普通科・音楽科・美術科・スポーツ科
  - 高浜 （高浜、平塚商業(定時制)） 学年制による全日制、単位制による定時制を併置[2][3]
  - 平塚農商 （平塚農業、平塚商業(全日制)）学年制による全日制　農業科・商業科[2][3]

- 2023年
  - 横浜瀬谷  （瀬谷、瀬谷西）学年制による全日制　普通科
  - 逗子葉山  （逗葉、逗子）学年制による全日制　普通科
  - 相模原城山  （城山、相模原総合）単位制による全日制　普通科

- 2024年
  - 厚木王子 （厚木東、厚木商業）学年制による全日制　普通科、総合ビジネス科

- 2025年
  - 二俣川 （二俣川看護福祉）学年制による全日制　普通科、福祉科　看護科を普通科に改編

以下は予定である。
- 2026年
  - 青葉総合 （田奈、麻生総合）単位制による全日制　総合学科(クリエイティブスクールとして設置)
  - 小田原北 （小田原城北工、大井）学年制による全日制　普通科、デザイン科、建設科、電気科、機械科(普通科はクリエイティブスクールとして設置)

- 2027年
  - 校名未定 （旭、横浜旭陵）学年制による全日制　普通科
  - 校名未定 （横浜桜陽、永谷）単位制による全日制　普通科
  - 校名未定 （藤沢清流、深沢）単位制による全日制　普通科